# Johan Cronquist

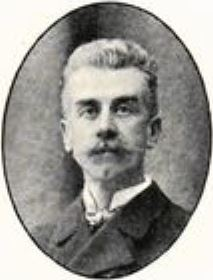
Johan Cronquist.

Johan Kristoffer Cronquist, född 8 april 1866 i Malmö, död där 7 mars 1921, var en svensk barnläkare. Han var son till Georg Cronquist, bror till Carl och Axel Cronquist samt far till Alice Lyttkens.
Cronquist blev student vid Lunds universitet 1883, medicine kandidat 1890, medicine licentiat vid Karolinska institutet i Stockholm 1894 och medicine doktor 1899. Han var tillförordnad provinsialläkare i Vara distrikt 1895 och 1896, bataljonsläkare i Fältläkarkårens reserv från 1895 och praktiserande läkare i Malmö från 1896. Han var skolläkare vid Malmö högre allmänna läroverk 1901 och läkare vid Malmö barnsjukhus från 1907 till sin död. Cronquist var också initiativtagare till Malmö mjölkdroppe och till Flensburgska barnsjukhuset.
Han var även verksam som medicinsk författare. Cronquist är gravsatt på Gamla kyrkogården i Malmö.